# Rally de Cerdeña de 2010
El Rally de Cerdeña de 2010 fue la 7ª edición y la quinta ronda de la temporada 2010 del Intercontinental Rally Challenge. Se celebró entre el 4 y el 6 de junio y contó con un itinerario de trece tramos de tierra que sumaban un total de 218.70 km cronometrados. La prueba se salió del calendario mundialista del que llevaba formando parte desde 2004 y pasó a ser puntuable para el IRC. Fue además puntuable para el Trofeo Rally Terra del campeonato italiano.
El ganador fue Juho Hänninen a bordo de un Škoda Fabia S2000, segundo fue Paolo Andreucci y tercero Jan Kopecký. Entre los abandonos más destacados están Kris Meeke que había liderado la prueba pero abandonó en el décimo tramo por accidente y Sebastien Ogier que se retiró en el segundo tramo por una avería en el motor.

## Itinerario y ganadores
| Día       | Tramo | Hora  | Tramo             | Distancia | Ganador         | Tiempo    | Vel. media | Líder rally     |
| --------- | ----- | ----- | ----------------- | --------- | --------------- | --------- | ---------- | --------------- |
| 1 (4 Jun) | SS1   | 20:04 | Città di Cagliari | 2.00 km   | Cancelado       | Cancelado | Cancelado  | Cancelado       |
| 2 (5 Jun) | SS2   | 08:52 | Monte Grighine I  | 28.66 km  | Jan Kopecký     | 19:05.8   | 90.05 km/h | Jan Kopecký     |
| 2 (5 Jun) | SS3   | 10:16 | Gonnosnò I        | 14.53 km  | Paolo Andreucci | 10:22.5   | 84.03 km/h | Paolo Andreucci |
| 2 (5 Jun) | SS4   | 12:05 | Monte Grighine II | 28.66 km  | Kris Meeke      | 18:43.7   | 91.82 km/h | Kris Meeke      |
| 2 (5 Jun) | SS5   | 13:29 | Gonnosnò II       | 14.53 km  | Jan Kopecký     | 10:06.5   | 86.25 km/h | Kris Meeke      |
| 2 (5 Jun) | SS6   | 17:23 | Monte Lerno I     | 11.89 km  | Paolo Andreucci | 7:30.2    | 95.08 km/h | Paolo Andreucci |
| 2 (5 Jun) | SS7   | 19:17 | Monte Lerno II    | 11.89 km  | Paolo Andreucci | 7:19.7    | 97.35 km/h | Paolo Andreucci |
| 3 (6 Jun) | SS8   | 09:00 | Coiluna I         | 25.97 km  | Kris Meeke      | 18:16.6   | 85.26 km/h | Kris Meeke      |
| 3 (6 Jun) | SS9   | 10:09 | Terranova I       | 13.18 km  | Jan Kopecký     | 9:54.3    | 79.84 km/h | Juho Hänninen   |
| 3 (6 Jun) | SS10  | 11:50 | Coiluna II        | 25.97 km  | Juho Hänninen   | 17:51.1   | 87.29 km/h | Juho Hänninen   |
| 3 (6 Jun) | SS11  | 15:21 | Monte Olia I      | 14.12 km  | Paolo Andreucci | 11:00.4   | 76.97 km/h | Juho Hänninen   |
| 3 (6 Jun) | SS12  | 16:05 | Terranova II      | 13.18 km  | Juho Hänninen   | 9:47.0    | 80.83 km/h | Juho Hänninen   |
| 3 (6 Jun) | SS13  | 16:54 | Monte Olia II     | 14.12 km  | Paolo Andreucci | 10:44.3   | 78.89 km/h | Juho Hänninen   |

## Clasificación final
| Pos.    | Piloto            | Copiloto         | Automóvil              | Tiempo    | Diferencia | Puntos  |
| General | General           | General          | General                | General   | General    | General |
| ------- | ----------------- | ---------------- | ---------------------- | --------- | ---------- | ------- |
| 1.      | Juho Hänninen     | Mikko Markkula   | Škoda Fabia S2000      | 2:31:28.6 | 0.0        | 10      |
| 2.      | Paolo Andreucci   | Anna Andreussi   | Peugeot 207 S2000      | 2:32:04.2 | 35.6       | 8       |
| 3.      | Jan Kopecký       | Petr Starý       | Škoda Fabia S2000      | 2:32:06.8 | 38.2       | 6       |
| 4.      | Thierry Neuville  | Nicolas Klinger  | Peugeot 207 S2000      | 2:37:27.2 | 5:58.6     | 5       |
| 5.      | Bruno Magalhães   | Carlos Magalhães | Peugeot 207 S2000      | 2:41:24.4 | 9:55.8     | 4       |
| 6.      | Teemu Arminen     | Tuomo Nikkola    | Subaru Impreza WRX STI | 2:41:40.9 | 10:12.3    | 3       |
| 7.      | Luigi Ricci       | Maurizio Barone  | Subaru Impreza WRX STI | 2:43:02.0 | 11:33.4    | 2       |
| 8.      | Daniele Batistini | Carlo Pisano     | Peugeot 207 S2000      | 2:43:26.7 | 11:58.1    | 1       |

| Predecesor: Islas Canarias 2010 | IRC 2010 | Sucesor: Geko Ypres Rally 2010 |